# 派氏雀鯛
派氏雀鯛（學名：Pomacentrus pikei），是輻鰭魚綱鱸形目雀鯛科雀鯛屬的其中一種，分布於西印度洋模里西斯和留尼旺海域，深度1至6公尺，體長可達11公分，棲息在近海珊瑚礁和岩礁，以浮游生物為食，繁殖期時成對出現，雄魚會守護卵直到孵化，生活習性不明。